# Jakub Gąsienica Wawrytko
Jakub Gąsienica Wawrytko starszy, także Krzeptowski (ur. 5 lipca 1862 w Zakopanem, zm. 10 listopada 1950 tamże) – przewodnik tatrzański i ratownik górski, rolnik, kamieniarz, robotnik leśny.

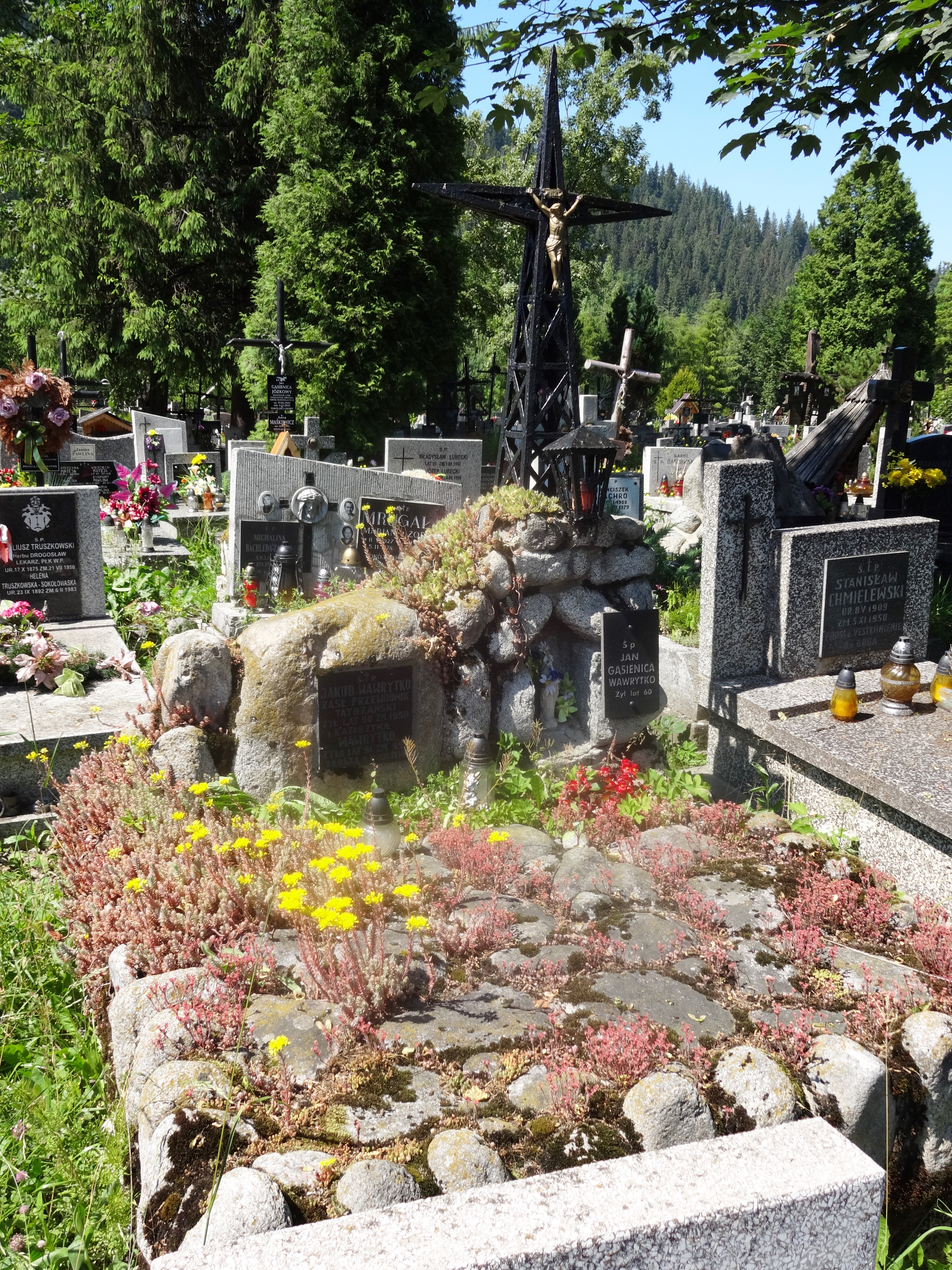
Grób Jakuba Wawrytki na Nowym Cmentarzu w Zakopanem

## Życiorys
Uprawnienia przewodnika III klasy otrzymał przed 1901 r., II klasy – w 1902 r., a I klasy – w 1906 r. Był na tym polu aktywny do I wojny światowej, także w zimie. Brał udział w pierwszym kursie narciarskim dla przewodników tatrzańskich (1911).
W latach 1903–1906 aktywnie uczestniczył w znakowaniu szlaku Orlej Perci – wykuwał stopnie w skałach, założył klamry, liny i drabinki. Wyznakował także szlaki dojściowe do grani, m.in. z Dolinki Koziej na Kozią Przełęcz. Jeszcze przed zbudowaniem szlaku przeszedł trasę od Koziej Przełęczy przez Kozie Czuby na Kozi Wierch (1904, z ks. Walentym Gadowskim i Klemensem Bachledą). Wszedł też na Mięguszowiecki Szczyt z Bańdziocha, górną częścią północnej ściany (1907, ze Stanisławem Krygowskim). Jako jeden z pierwszych wspinał się w zimie. Dokonał m.in. pierwszych wejść zimowych na Kozi Wierch od strony Żlebu Kulczyńskiego i na Rysy od strony Morskiego Oka (oba w 1910 r. z ks. Gadowskim).
Brał udział w pierwszej tatrzańskiej wyprawie ratunkowej w lutym 1909 po Mieczysława Karłowicza. Był jednym z pierwszych członków Tatrzańskiego Ochotniczego Pogotowia Ratunkowego, utworzonego w tym samym roku. Aż do 1919 r. uczestniczył w licznych wyprawach, np. po Ferdynanda Goetla na północnej ścianie Wielkiej Buczynowej Turni czy po Stanisława Szulakiewicza i Klimka Bachledę na północnej ścianie Małego Jaworowego Szczytu.
Osoba Wawrytki łączy się ze Stefanem Żeromskim, z którym był zaprzyjaźniony. Kiedy w sierpniu 1914 Żeromski wyjeżdżał z węgierskich Wyżnich Hag, nie wziął ze sobą rękopisu powieści Zamieć, by uniknąć problemów na granicy austriacko-rosyjskiej. Rękopis ten został później przyniesiony Żeromskiemu przez Wawrytkę na nartach w zimie przez Tatry. Po 1919 r. Gąsienica Wawrytko wycofał się z przewodnictwa i ratownictwa z powodu choroby nóg. W ostatnich latach życia nie wychodził już z domu.
W 1925 otrzymał francuski medal dla ratowników górskich – było to pierwsze odznaczenie przyznane przewodnikowi tatrzańskiemu za działalność na tym polu. Od 1934 był członkiem honorowym TOPR, a od 1948 – Klubu Wysokogórskiego i Polskiego Towarzystwa Tatrzańskiego. O Wawrytce wspominali w swojej twórczości m.in. Walenty Gadowski i Mariusz Zaruski.
Jakub Gąsienica Wawrytko zapoczątkował dzieje rodziny Wawrytków w XX-wiecznym Zakopanem. Był synem Jędrzeja, miał dwóch braci: Wawrzyńca i Józefa. Doczekał się trzech córek i siedmiu synów, którymi byli: Jan (zm. przed 1914 r.), Józef (1889–1971), Stanisław (1897–1973), Andrzej/Jędrzej (1900–1971), Wojciech (1903–1965), Jakub (1908–1987) i Michał (zm. w czasie I wojny światowej). Wszyscy nazywani byli Wawrytkami. Przed I wojną światową używali także nazwiska Krzeptowski, zrezygnowali z tego po II wojnie światowej i wrócili do nazwiska Gąsienica(-Wawrytko).
Został pochowany na Nowym Cmentarzu w Zakopanem (kwatera J-6-16).

## Ordery i odznaczenia
- Srebrny Krzyż Zasługi (8 lipca 1925)[2]
- Odznaka honorowa PTT (1948)[3]